# Giuseppe Maria Feroni
Giuseppe Maria Feroni (Firenze, 30 aprile 1693 – Roma, 15 novembre 1767) è stato un cardinale e arcivescovo cattolico italiano.

## Biografia
Appartenenti ai marchesi di Bellavista, era il figlio del marchese Fabio Feroni e di Costanza della Stufa.
Studiò a Roma presso la Pontificia Accademia dei Nobili Ecclesiastici e all'Università "La Sapienza", dove si laureò in utroque iure il 15 gennaio 1716.
Fu ordinato presbitero il 22 ottobre 1719 ed ebbe alcuni incarichi in curia fra cui quello di segretario della Congregazione dell'Immunità Ecclesiastica.
Il 10 maggio 1728 fu nominato arcivescovo titolare di Damasco. Fu consacrato vescovo il 30 maggio dello stesso anno da papa Benedetto XIII. Continuò a disimpegnare diversi incarichi in curia; nel 1743 divenne segretario della Congregazione dei vescovi e regolari.
Nel concistoro del 26 novembre 1753 papa Benedetto XIV lo creò cardinale. Il 10 dicembre dello stesso anno ricevette il titolo di San Pancrazio fuori le mura.
Partecipò al conclave del 1758, che elesse papa Clemente XIII. In seguito divenne prefetto della Congregazione dei Riti. Nel 1764 optò per il titolo di Santa Cecilia.
Morì a Roma e fu sepolto nella basilica di Santa Cecilia in Trastevere.

## Genealogia episcopale e successione apostolica
La genealogia episcopale è:
- Cardinale Scipione Rebiba
- Cardinale Giulio Antonio Santori
- Cardinale Girolamo Bernerio, O.P.
- Arcivescovo Galeazzo Sanvitale
- Cardinale Ludovico Ludovisi
- Cardinale Luigi Caetani
- Cardinale Ulderico Carpegna
- Cardinale Paluzzo Paluzzi Altieri degli Albertoni
- Papa Benedetto XIII
- Cardinale Giuseppe Maria Feroni

La successione apostolica è:
- Cardinale Niccolò Serra (1754)
- Vescovo Domenico Tatis, O.S.B.Oliv. (1754)
- Arcivescovo Antonio Biglia (1754)
- Vescovo Pietro Paolo Tosi (1754)
- Vescovo Celestino Orlandi, O.S.B.Cel. (1754)
- Vescovo Giuseppe Ippoliti (1755)
- Vescovo Ludovico Therin Bonesio, O.F.M.Cap. (1766)